# Astigmatism

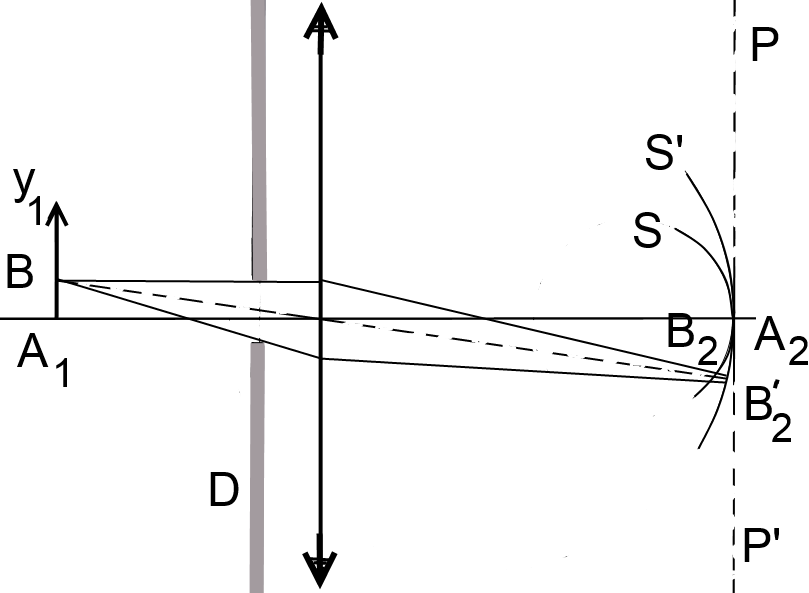
Astigmatism la o lentilă puternic diafragmată

În studiul sistemelor optice, astigmatismul reprezintă o aberație geometrică datorită căreia imaginea unui punct nu este punctuală, ci formată din două mici segmente de dreaptă, numite focalele Sturm, distanțate și perpendiculare una pe alta.
Acest tip de aberație apare mai ales la sisteme optice puternic diafragmate, fiind produsă de fascicule înguste, înclinate față de axa optică.
Distanța dintre cele două focale se mai numește astigmatismul fasciculului.
Dacă fasciculul este larg (alcătuit dintr-un mare număr de fascicule înguste), se obține o concentrare a luminii după o suprafață cu două pânze.
La o lentilă subțire, puternic difragmată, numai punctul A1 situat pe axa optică a obiectului y1 dă o imagine aproximativ punctiformă A2 (în aproximația Gauss).
Un punct oarecare B1, îndepărtat față de axă, trimițând pe lentilă fascicule înguste, înclinate, formează două focale, perpendiculare între ele, în B2 și B'2.
În locul unei imagini clare a obiectului y1, în planul PP' (care este planul imaginii în aproximația Gauss) lumina se va concentra după două suprafețe caustice S și S' - locul geometric al celor două focale.
Astigmatismul B2B'2 crește cu creșterea unghiului de înclinare i al fasciculului.
Curbele S și S' reprezintă intersecțiile celor două caustice cu planul desenului.
Causticele sunt tangente între ele și la planul PP' în punctul A2, în care astigmatismul este nul.
Într-o mică vecinătate a axei, cele două suprafețe pot fi asimilate cu două calote sferice, iar astigmatismul este suficient de redus.